# Monte Corbernas
Il monte Corbernas è una montagna delle Alpi alta 2.578 m s.l.m. della catena delle Alpi Lepontine.

## Descrizione

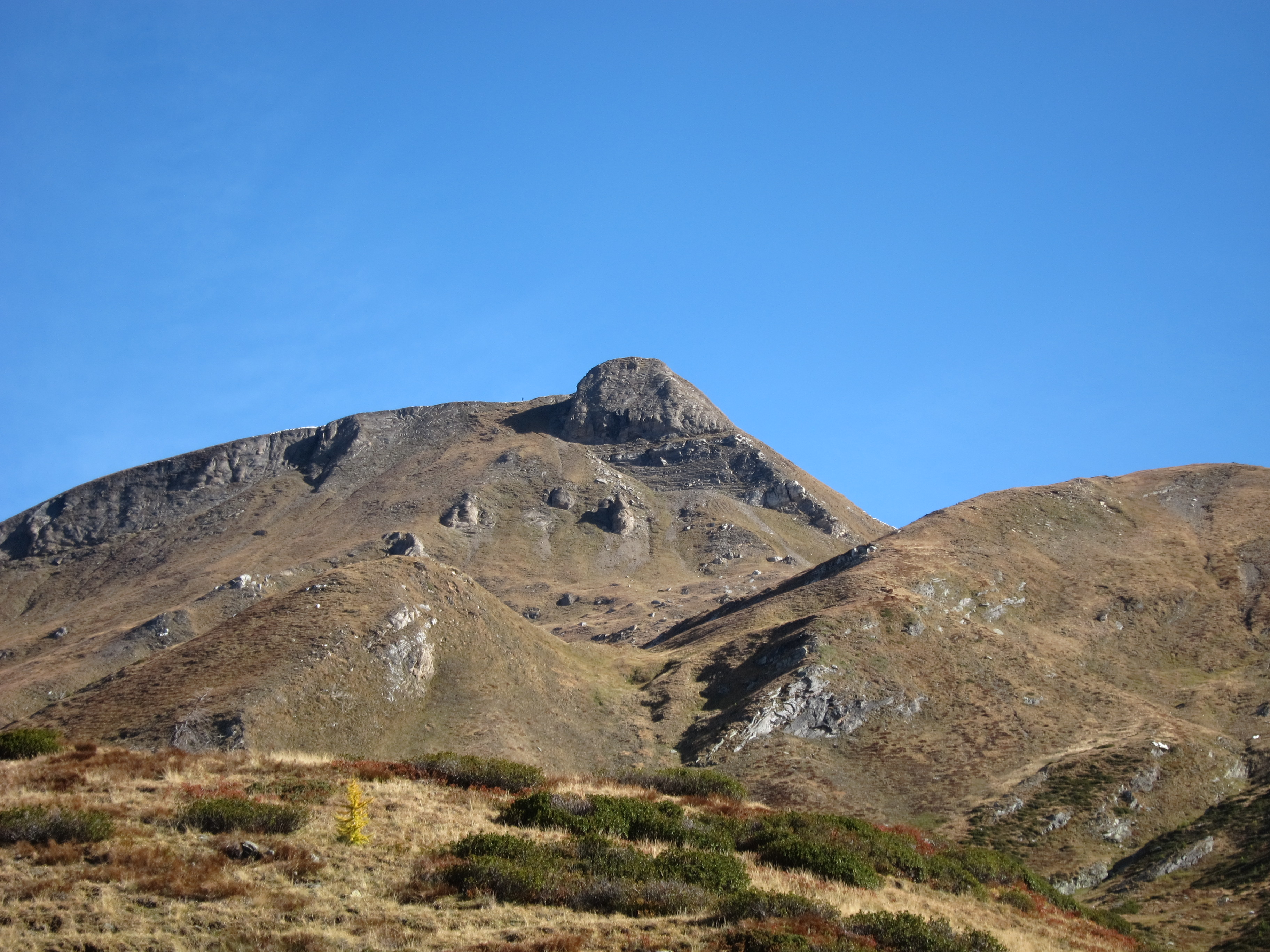
Il Monte Corbernas visto dall'Alpe Sangiatto

Si trova nella valle del Devero di fianco a Monte del Sangiatto.
Una via di accesso alla cima del monte si sviluppa partendo dall'Alpe Devero e incamminandosi sul sentiero che porta all'Alpe Sangiatto e alla Bocchetta di Scarpia. Giunti alla bocchetta si svolta a sinistra (nord-est) su una dorsale dove sono presenti alcuni ometti che conducono fino al salto roccioso sotto la cima. Da qui parte un sentiero che taglia il pendio e porta alla cima aggirando la parete rocciosa.

## Galleria d'immagini

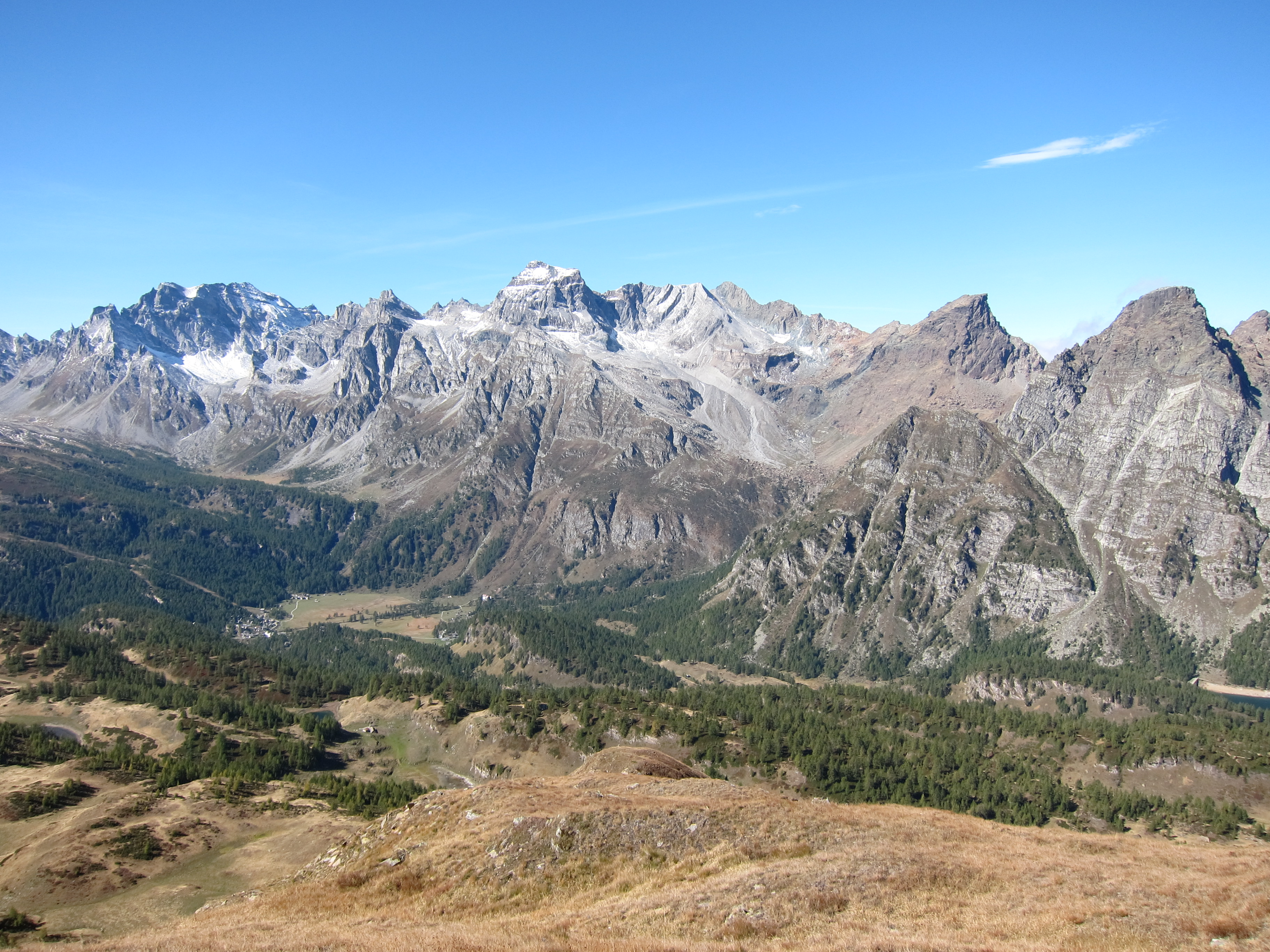
Vista panoramica dalla cima del monte Corbernas sulla valle del Devero
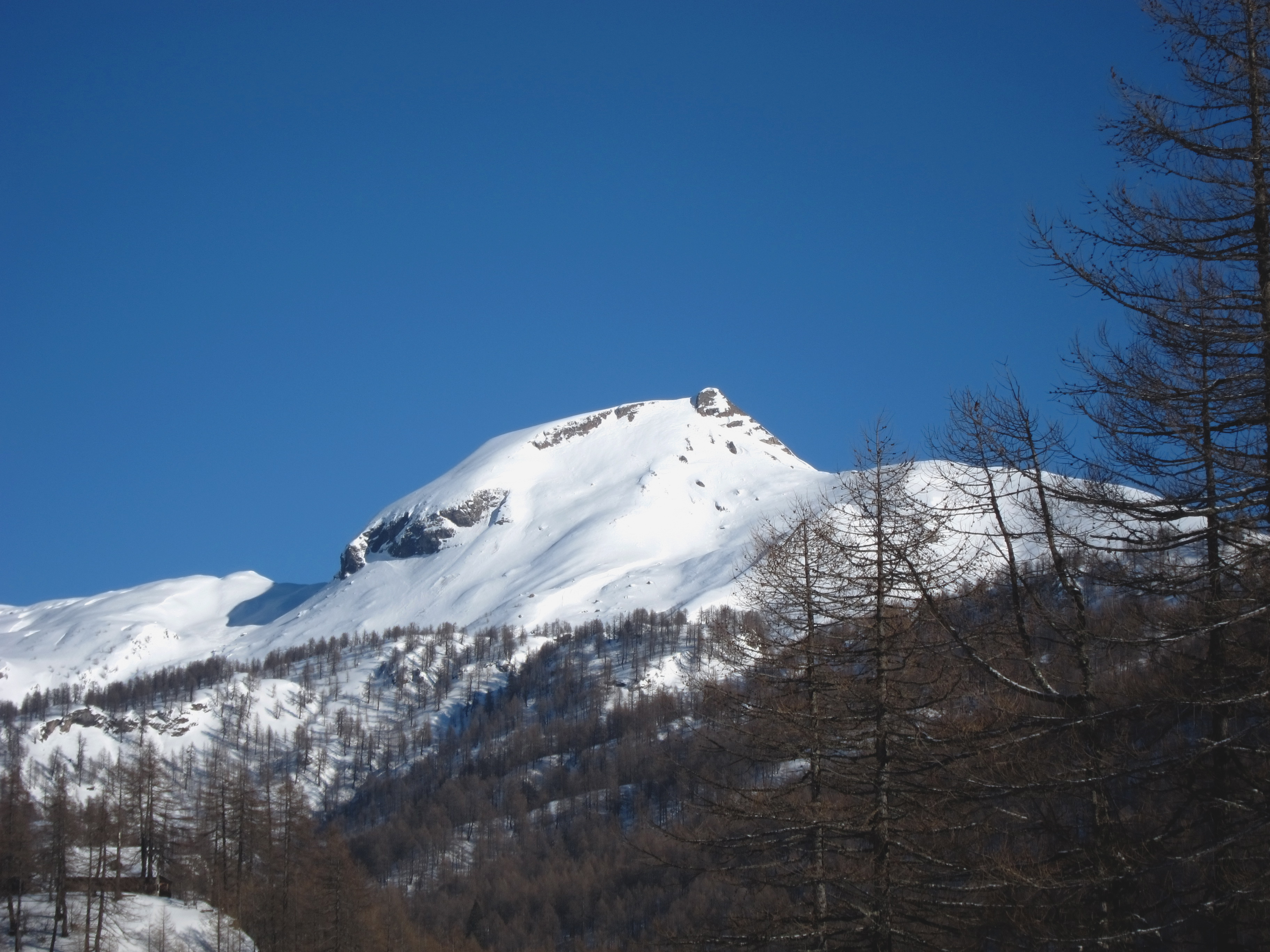
Veduta invernale del monte Corbernas coperto di neve, 2019
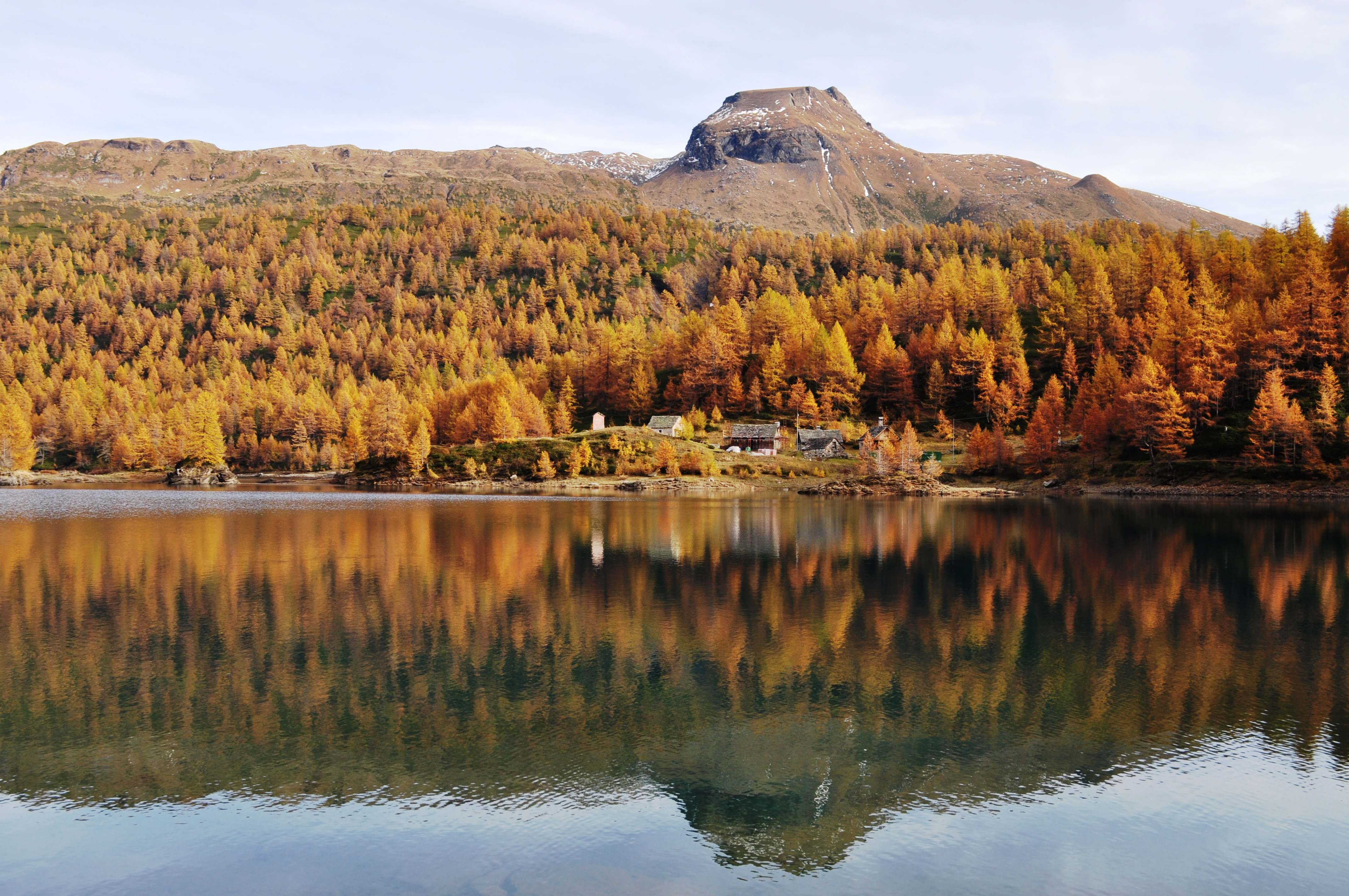
Monte Corbernas visto dalla riva ovest del Lago Devero